# 学院路站 (台州市)
学院路站是台州市域铁路S1线的一个车站，位于中国浙江省台州市椒江区葭沚街道学院路与开发大道交叉口地下。本站是S1线一期工程中，距离椒江区中心城区最近的车站，毗邻董家洋未来社区，并有多个在建TOD项目。该站于2022年12月28日启用。

## 车站结构
本站为地下二层岛式车站。

### 车站楼层
| 地下一层 | 站厅     | 售票机、客服中心、商店、警务室、安检设施       |  |  |
| 地下二层 | 一站台   | S1线 城南方向（下站：国博中心/快车：恩泽医院） |  |  |
|          | 岛式站台 |                                                |  |  |
|          | 二站台   | S1线 台州火车站方向（下站：台州火车站）        |  |  |

### 站台
本站设有一个岛式站台，位于开发大道的地底。

### 出入口
本站设立Ⅰ～Ⅳ号四个出入口。
- A出口：开发大道（北）、学院路（西）、后许小区、樾府、碧桂园保利·玖樟府、绿城·台州海棠花苑
- B出口：开发大道（南）、学院南路（西）、春潮西路、平桥石家苑小区、万科心海上城
- C2出口：开发大道（南）、学院南路（东）、春潮西路、中南锦悦府、台州现代艺术中心
- D出口：开发大道（北）、学院路（东）、新德路、东泰·万华城、东泰万华汇商业广场

## 接驳交通
- 公交站点：学院路站A口（临近A口）、学院路站C口（临近C口）
- 公交线路：121路（公交工人路站-高峰）[註 1]、919路（公交聚英路站-台州火车站）[註 2][5]

## 历史
本站在规划和施工阶段名为开发大道站。2022年6月29日，本站由“开发大道站”更名为“学院路站”。

### 大事记
- 2020年5月20日，本站顺利通过主体结构底板及防水首件验收[4]。
- 2020年8月12日，本站第一段顶板混凝土浇筑顺利完成[3]。
- 2021年1月18日，本站附属结构钻孔灌注桩首桩浇筑完成[7]。
- 2021年5月22日，本站至银泰城站（现国博中心站）盾构区间右线顺利贯通[8]。
- 2021年8月18日，本站至台州中心站（现台州火车站站）区间右线顺利贯通[8]。
- 2022年2月20日，本站至台州中心站（现台州火车站站）区间最后一段道床混凝土浇筑完成[9]。
- 2022年10月27日至31日晚间，本站进行热烟测试[10]。
- 2023年3月27日6时至24时，本站D出入口临时关闭[11]。
- 2023年5月8日，本站开展“携微笑出发·与美好相伴”微笑打卡主题活动[12]。
- 2023年11月23日至2024年5月10日，本站C出入口及垂直电梯临时关闭[13]。